# Internet Movie Cars Database
Internet Movie Cars Database (IMCD) er en hjemmeside, som indeholder en liste over hvilke biler, motorcykler og andre køretøjer der er blevet brugt i en film eller tv-udsendelser. På siden kan man finde billeder af køretøjerne samt information om dem.